# Ferrum tuetur principem, melius fides
 Ferrum tuetur principem melius fides лат. (изговор:ферум туетур  мелиус фидес). Оружје чува владара, али га боље чува вјерност. (Сенека)

## Поријекло изреке
Изрекао у смјени старе у нову еру  Римски књижевник, главни представник модерног, „новог стила“ у вријеме Неронове владавине.

## Значење
Вјерност поданика је најбоље оружје којим се чува владар.